# Iryna Koliadenko
Iryna Volodymyrivna Koliadenko (Ірина Коляденко; Radomyshl, 28 de agosto de 1998) é uma lutadora de estilo-livre ucraniana, medalhista olímpica.

## Carreira
Em 2018 e 2019, Koliadenko ganhou a medalha de bronze no evento estilo livre feminino de 65 kg no Campeonato Mundial de Luta Livre Sub-23 de 2018 e no Campeonato Mundial de Luta Livre Sub-23 de 2019, realizados em Bucareste, Romênia e Budapeste, Hungria, respectivamente. Ela ganhou a medalha de prata no evento estilo livre feminino de 65 kg no Campeonato Mundial de 2019.
Koliadenko participou dos Jogos Olímpicos de Verão de 2020 em Tóquio, onde participou do confronto de peso meio-médio, conquistando a medalha de bronze após derrotar Anastasija Grigorjeva. Nos Jogos Olímpicos de Verão de 2024, em Paris, conseguiu a medalha de prata na mesma categoria.